# Episodi de Il fuggiasco (quarta stagione)
La quarta ed ultima stagione della serie televisiva Il fuggitivo è composta da 30 episodi ed è stata trasmessa negli Stati Uniti dal canale ABC dal 13 settembre 1966 al 29 agosto 1967.
| nº | Titolo originale                  | Titolo italiano                      | Prima TV USA      | Prima TV Italia  |
| -- | --------------------------------- | ------------------------------------ | ----------------- | ---------------- |
| 1  | The Last Oasis                    |                                      | 13 settembre 1966 |                  |
| 2  | Death is the Door Prize           |                                      | 20 settembre 1966 |                  |
| 3  | A Clean and Quiet Town            |                                      | 27 settembre 1966 |                  |
| 4  | The Sharp Edge of Chivalry        |                                      | 4 ottobre 1966    |                  |
| 5  | Ten Thousand Pieces of Silver     |                                      | 11 ottobre 1966   |                  |
| 6  | Joshua's Kingdom                  |                                      | 18 ottobre 1966   |                  |
| 7  | Second Sight                      |                                      | 25 ottobre 1966   |                  |
| 8  | Wine is a Traitor                 |                                      | 1º novembre 1966  |                  |
| 9  | Approach with Care                |                                      | 15 novembre 1966  |                  |
| 10 | Nobody Loses All the Time         |                                      | 22 novembre 1966  |                  |
| 11 | Right in the Middle of the Season |                                      | 29 novembre 1966  |                  |
| 12 | The Devil's Disciples             |                                      | 6 dicembre 1966   |                  |
| 13 | The Blessings of Liberty          |                                      | 20 dicembre 1966  |                  |
| 14 | The Evil Men Do                   |                                      | 27 dicembre 1966  |                  |
| 15 | Run the Man Down                  |                                      | 3 dicembre 1967   |                  |
| 16 | The Other Side of the Coin        |                                      | 10 gennaio 1967   |                  |
| 17 | The One That Got Away             |                                      | 17 gennaio 1967   |                  |
| 18 | Concrete Evidence                 |                                      | 24 gennaio 1967   |                  |
| 19 | The Breaking of the Habit         |                                      | 31 gennaio 1967   |                  |
| 20 | There Goes the Ballgame           |                                      | 7 febbraio 1967   |                  |
| 21 | The Ivy Maze                      |                                      | 21 febbraio 1967  |                  |
| 22 | Goodbye My Love                   |                                      | 28 febbraio 1967  |                  |
| 23 | Passage to Helena                 |                                      | 7 marzo 1967      |                  |
| 24 | The Savage Street                 |                                      | 14 marzo 1967     |                  |
| 25 | Death of a Very Small Killer      |                                      | 21 marzo 1967     |                  |
| 26 | Dossier on a Diplomat             |                                      | 28 marzo 1967     |                  |
| 27 | The Walls of Night                |                                      | 4 aprile 1967     |                  |
| 28 | The Shattered Silence             |                                      | 11 aprile 1967    |                  |
| 29 | The Judgment (1)                  | La resa dei conti (Primo episodio)   | 22 agosto 1967    | 23 novembre 1969 |
| 30 | The Judgment (2)                  | La resa dei conti (Secondo episodio) | 29 agosto 1967    | 30 novembre 1969 |